# La rete di Santini
La rete di Santini (Santini's Netzwerk) è un film documentario del 2014 diretto da Georg Brintrup. 
Il film racconta la vita e l'opera dell'abate romano Fortunato Santini (1777-1861) che riesce in soli cinquanta anni a mettere insieme la biblioteca musicale privata più completa al mondo.

## Trama
L'anziano abate Santini narra a un giovane cappellano tedesco della diocesi di Münster la sua vita e la storia della collezione. Il cappellano ha convinto Santini a vendere la collezione al vescovo di Münster in Vestfalia.
La narrazione di Santini si alterna con gli interventi di Edward Dent, il famoso musicologo inglese.  Dent descrive come ha scoperto la collezione e le sue vicissitudini durante il Nazi-Fascismo, la guerra e, ancora dopo, quando un diluvio la decimò.
I due livelli narrativi sono integrati da interventi di storici e musicologi contemporanei (Markus Engelhardt dell'Istituto Storico Germanico di Roma e Peter Schmitz dell'Università di Münster), ma anche e soprattutto da commenti musicali: opere conosciute o meno note della musica antica italiana e tedesca, presentate da musicisti dei due Paesi.

## Produzione
Fortunato Santini è stato un sacerdote vissuto a Roma e che ha trascorso la sua vita a collezionare spartiti musicali, sia autografi sia in copia. Oggetto della collezione furono soprattutto gli spartiti delle musiche più antiche, reperiti a Roma, nelle biblioteche private ed ecclesiastiche, ma anche nel resto d'Italia e all'estero, grazie ad una fitta rete di contatti che l'abate era riuscito a tessere grazie a scambi e vendite di copie.  Si deve a lui se molte composizioni della musica europea ci sono pervenute.
La collezione è composta da 20 000 titoli in 4 500 manoscritti e 1 200 stampe, ed è la biblioteca musicale privata più completa al mondo.
Il film ripercorre la vita dell'abate raccontando in che modo il musicologo da solo e senza grandi capitali sia riuscito a mettere insieme una collezione di musica così importante e, per giunta, senza quasi mai muoversi da Roma.
Il suo segreto era, appunto, nella fitta rete di contatti, in patria e all'estero, con altri musicologi. Una rete che si stendeva tra le maggiori città d'Europa, da Roma a Bologna, Venezia, Parigi, Bruxelles fino a Oxford, Londra, Copenaghen, Berlino, Monaco, Aquisgrana, Vienna e addirittura Mosca e San Pietroburgo.
La colonna sonora è stata curata dall'Ensemble Seicentonovecento di Roma, dalla la Cappella musicale di Santa Maria dell'Anima, diretta dal maestro Flavio Colusso, e dalla Capella Ludgeriana del Duomo di Münster, diretta da Andreas Bollendorf e Verena Schürmann.
Le musiche, in particolare, tutte contenute nella collezione, sono di Antonio Lotti, Tomas Luis de Victoria, Cristobal de Morales, Giacomo Carissimi, Francesco Durante, Giovanni Battista Martini, Palestrina, Graun, Händel e Bach, ma anche di Alessandro Melani, Domenico e Alessandro Scarlatti, Francesco Durante e dello stesso Fortunato Santini.
Il film ha dato l'impulso al progetto culturale italo-tedesco "La Via dell'Anima", teso a valorizzare e a far conoscere - attraverso concerti, eventi liturgici, film, edizioni musicali - l'immenso patrimonio musicale costituito dalla collezione.

## Colonna sonora
| Titolo | Compositore               | Opera                                 |
| ------ | ------------------------- | ------------------------------------- |
| 1.     | Antonio Lotti             | Crucifixus                            |
| 2.     | Tomás Luis de Victoria    | Salve Regina                          |
| 3.     | Cristóbal de Morales      | Lamentabatur Jacob                    |
| 4.     | Giacomo Carissimi         | Jephte, Plorate filii Israel          |
| 5.     | Antonio Caldara           | Kyrie aus der Missa Dolorosa          |
| 6.     | Francesco Durante         | Lamentationes Jeremiae Prophetae      |
| 7.     | Palestrina                | Kyrie aus der Missa Ut-Re-Mi-Fa-So-La |
| 8.     | Giovanni Battista Martini | Sonata g-moll für Orgel, Sarabanda    |
| 9.     | Palestrina                | Aleph III                             |
| 10.    | Carl Heinrich Graun       | Der Tod Jesu                          |
| 11.    | Georg Friedrich Händel    | Non esce un guardo mai                |
| 12.    | Georg Friedrich Händel    | Resurrezione                          |
| 13.    | Alessandro Melani         | Magnificat                            |
| 14.    | Johann Sebastian Bach     | Passio secundum Joannem               |
| 15.    | Fortunato Santini         | Te Deum a Due Cori                    |
| 16.    | Domenico Scarlatti        | Sonatas in f-Moll K. 519              |
| 17.    | Francesco Durante         | Requiem Lacrimosa                     |
| 18.    | Alessandro Scarlatti      | Agar et Ismaele esiliati, grave       |
| 19.    | Domenico Scarlatti        | sonata in f minor L.281 K.239         |
| 20.    | Georg Friedrich Händel    | Israel in Egypt / a thick darkness    |
| 21.    | Fortunato Santini         | Sancte Paule Apostole                 |